# Traité de Reichenbach
Ne pas confondre avec Traités de Reichenbach (1813).

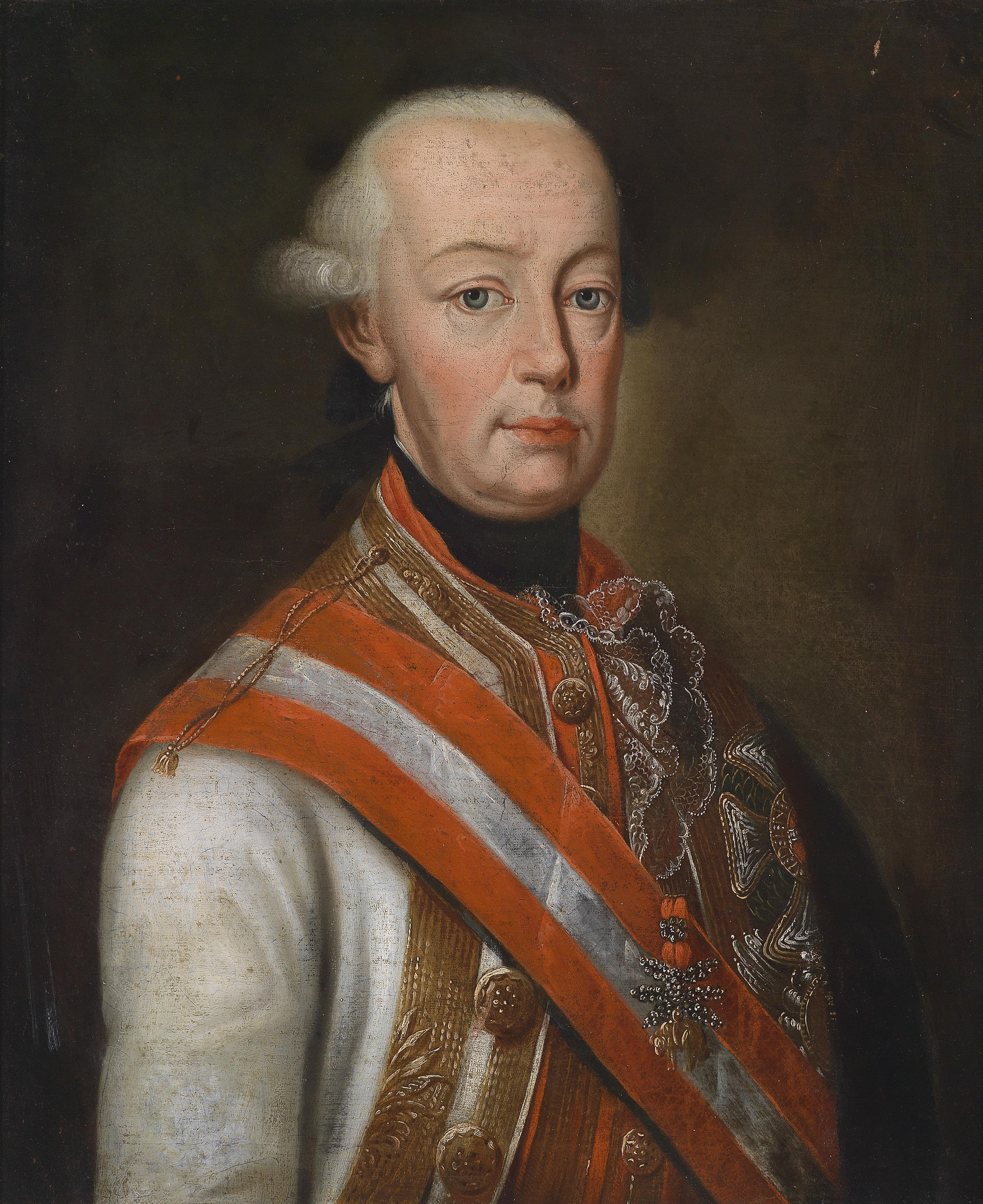
Portrait de Léopold II.

Le traité de Reichenbach, signé le 27 juillet 1790, est un accord international donnant le champ libre à l’empereur Léopold II pour réprimer le soulèvement belge lors de la révolution brabançonne.
En juin et juillet 1790, le congrès de Reichenbach (aujourd'hui Dzierżoniów en Pologne) réunit la Grande-Bretagne, la Prusse, la Russie et les Provinces-Unies qui proposent à l'Autriche, contre l'accord d'une paix séparée avec l'Empire ottoman dans la guerre austro-turque, de l'aider à soumettre les belges révoltés.
Cette liberté d'action permet à l'empereur d'Autriche de reprendre le contrôle des provinces belges entre novembre 1790 et janvier 1791.